# Karahacip, Ortaköy
Karahacip là một thị trấn thuộc huyện Ortaköy, tỉnh Çorum, Thổ Nhĩ Kỳ. Dân số thời điểm năm 2010 là 1.876 người.